# Corps Vandalia Heidelberg

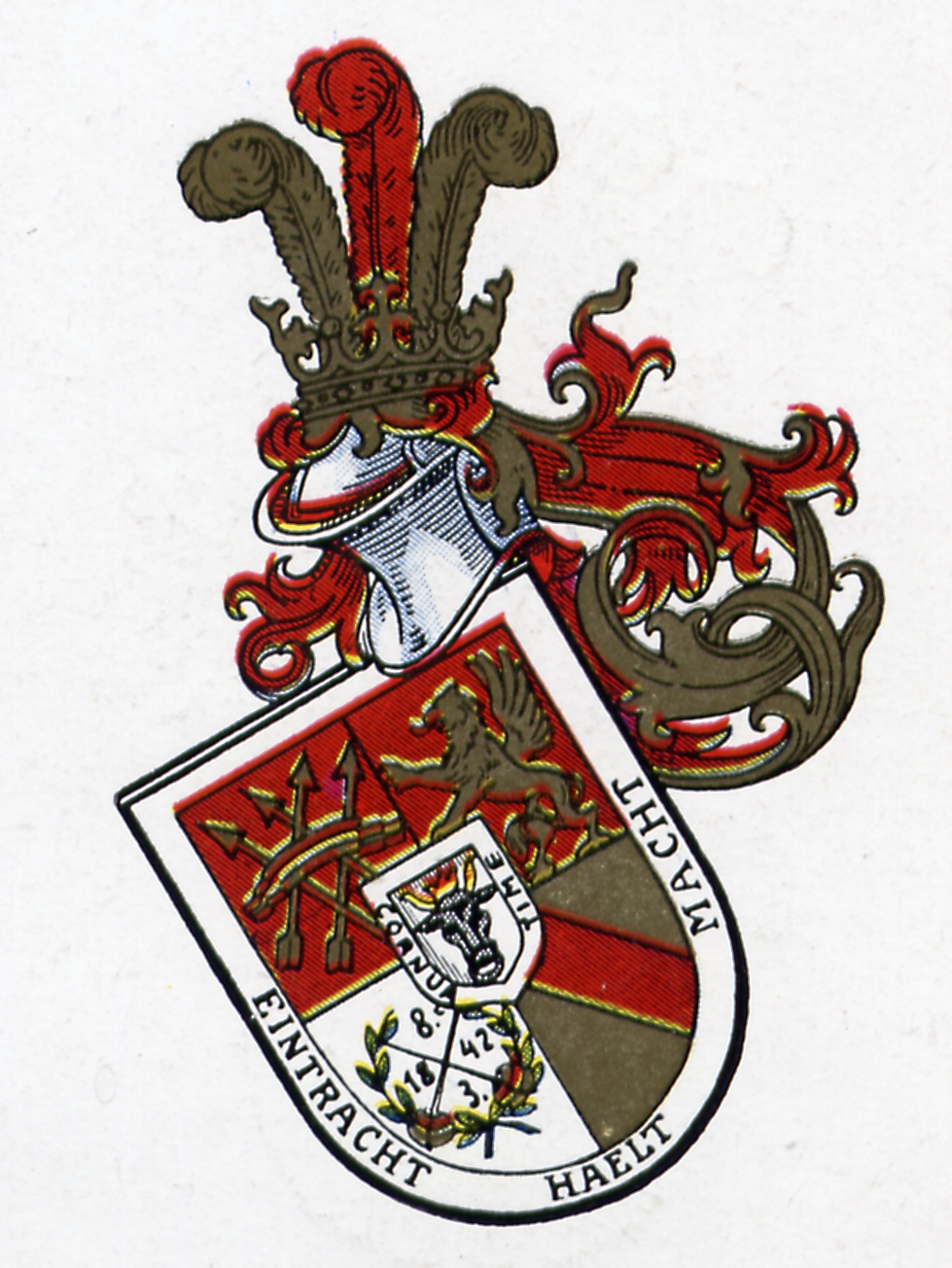
Wappen

Das Corps Vandalia Heidelberg war eine Studentenverbindung an der Ruprecht-Karls-Universität Heidelberg. Ihr Senior Friedrich von Klinggräff gab 1848 den Anstoß zur Gründung des Kösener SC-Verbandes, des ersten Korporationsverbandes. Das Corps stand zur Satisfaktion. Wie bei allen Mecklenburger Corps waren Rot und Gold in den Farben. Die Mützen waren rot.

## Name
Der Name Vandalia leitet sich von der gleichnamigen Bezeichnung für Mecklenburg ab, die auf den Rostocker Theologen Albert Krantz zurückgeht, der sein Buch über Mecklenburg und die Wenden Wandalia genannt hatte. Im diplomatischen Latein hießen die Wenden ganz allgemein Vandali. Die Großherzöge von Mecklenburg führten unter ihren Titeln die offizielle Bezeichnung Princeps Vandalorum. Wallenstein ließ als Herzog von Mecklenburg Münzen mit der gleichen Umschrift schlagen.

## Geschichte

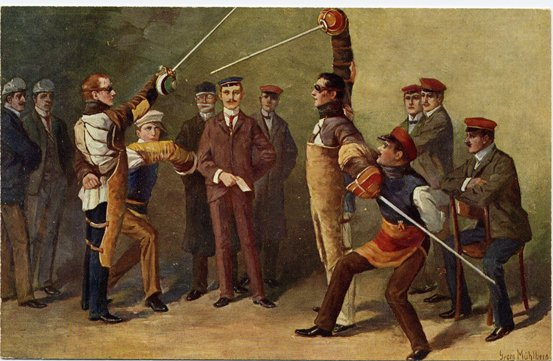
Vandalen auf Mensur (Georg Mühlberg, um 1900)

### Gründungszeit
Vandalia wurde am 8. März 1842 gestiftet. Es ging aus einem bereits früher bestehenden Corps Hanseatia hervor, das der spätere Hamburger Bürgermeister Carl Friedrich Petersen Ende der 1820er Jahre gestiftet hatte. In der Altersreihenfolge des Heidelberger SC nahm es nach Suevia, Guestphalia und Saxo-Borussia die vierte Stelle ein. Die meisten Mitglieder kamen aus dem Mecklenburger Adel und dem Lübecker und Hamburger Großbürgertum. Vandalen gründeten den Academischen Club zu Hamburg.

### Ausschluss aus KSCV und Suspension
1934 weigerte sich das Corps, den Arierparagraphen des Allgemeinen Deutschen Waffenrings umzusetzen. Deshalb wurde Vandalia im Mai 1934 aus dem KSCV ausgeschlossen. Allen Mitgliedern der Deutschen Studentenschaft wurde verboten, bei Vandalia aktiv zu werden. Proteste und ein Einspruch Vandalias wurden zurückgewiesen. Die Heidelberger Studentenschaft versagte ihre Hilfe und empfahl die Suspension. Der Heidelberger Senioren-Convent unter Hanns Martin Schleyer hielt „ein derartiges reaktionäres Verhalten in keiner Weise [für] tragbar“. Nur das Corps Saxo-Borussia Heidelberg versuchte (vergeblich), den SC zum Einlenken zu bewegen. Den beiden jüdischen Corpsbrüdern verweigerte Vandalia den gewünschten Austritt. Das Corps suspendierte am 29. September 1935.

## Corps Vandalo-Guestphalia

Wappen des Corps Vandalo-Guestphalia von 1950

### Fusion zum Corps Vandalo-Guestphalia
Nach dem Zweiten Weltkrieg (1948) gründete Vandalia mit dem benachbarten Corps Guestphalia Heidelberg eine Tischgesellschaft, wo schließlich eine gemeinsame Aktivität geplant wurde. Alte Herren beider Patronatscorps begleiteten diese Gründungsmaßnahmen und dann auch das neue Corps ab 1950, sie wurden teilweise auch bei Vandalo-Guestphalia aktiv, und daher ist das Corps Vandalo-Guestphalia heute der Traditionsnachfolger beider Corps. Damit gehörte es auch dem KSCV an. Es vereint Studenten und ehemalige Studenten der Ruprecht-Karls-Universität Heidelberg. Die Corpsmitglieder werden Vandalo-Westfalen oder manchmal verkürzend Vandalen genannt.
Das Corps konnte Söhne sowohl der Westphalen- und der Vandalenfamilien, als auch solcher Familien ansprechen, die in den landschaftlichen und familiären Strukturen beider Patronatscorps standen und stehen, weil sich die Herkünfte schon zu Zeiten der Guestphalia und der Vandalia teils überschnitten.

### Entstehung des Namens
Der Name „Vandalo-Guestphalia“ entstand nach der Zusammenführung der beiden Verbindungen Corps Guestphalia Heidelberg und Corps Vandalia Heidelberg. Die Namen Guestphalia und Vandalia entstanden jeweils zu den Gründungszeiten der Corps, als diese noch landsmannschaftlich organisiert waren und deuten auf die Gebiete hin, aus denen sich deren Mitglieder ihrer regionalen Herkunft nach zu dieser Zeit überwiegend zusammensetzen. Diese waren einerseits die Provinz Westfalen und die Großherzogtümer Mecklenburg-Schwerin und Mecklenburg-Strelitz andererseits.

### Wappen und Couleur
Auch das Wappen vereinigt mit dem westfälischen Ross Symbole der Guestphalia mit dem mecklenburgischen Stierkopf der Vandalia. Neben den Farben des Bandes (gold-grün-gold) finden sich die Gründungsjahre der Guestphalia 1818, der Vandalia 1842 und der Vandalo-Guestphalia 1950 und zwei gekreuzte Schläger, welche von einem Lorbeerkranz umringt werden. Die gekreuzten Schläger symbolisierten das Bekenntnis zur Mensur bis zum Austritt aus dem KSCV 1972.
Die Corpsburschen tragen die Farben gold-grün-gold mit goldener Perkussion und grüner Mütze. Die Füchse tragen wie bei allen Heidelberger Corps kein Band.
Die Farben bilden die Synthese aus den Farben der Patronatscorps (Vandalia: gold-rot-gold, Guestphalia: grün-weiß-schwarz).

### Zeit bis 1972
Der Altherrenverband der Vandalia bekannte sich im „Celler Beschluss“ vom 10. März 1951 zur Mensur als unverzichtbares Stück der Corpstradition. Er unterstützte die von waffenstudentischer Seite unternommenen Schritte zur Duldung der Mensur, überließ aber in Übereinstimmung mit den Altherren-Vereinigungen der anderen Heidelberger Corps den Aktiven in eigener Entscheidung, in welchen Formen sie ihre Aktivität gestalten wollten.
So war Vandalo-Guestphalia bis 1971 noch an den Vorortgeschäften des Heidelberger SC beteiligt, erklärte aber unmittelbar nach Beendigung der Vororttätigkeit am 14. Februar 1972 wegen anderer Position zur Fechtfrage den Austritt aus dem KSCV und damit auch aus dem Heidelberger Senioren-Convent. So war es von 1950 bis 1972 pflichtschlagend und ist seitdem nichtschlagend.
Sie folgte damit den Corps Bremensia Göttingen, Suevia Tübingen und Rhenania Straßburg zu Marburg, die diesen Schritt bereits vorher vollzogen hatten.

### Zeit nach 1972
Es besteht als verbandsfreies Corps und nutzt das Haus der Vandalia als Corpshaus. Die Kritik an der Haltung der Vandalo-Guestphalia, die ein Sprecher des Corps Vandalo-Guestphalia zusammenfasste: „Über uns ist nicht viel bekannt, und wir wollen auch, dass das so bleibt.“ scheint eine lange Tradition zu haben. So wird schon im Jahr 1886 zu der 500-Jahr-Feier der Universität das Patronatscorps Vandalia als „nach außen hin ziemlich exclusiv, nach innen dafür ein umso reicheres Leben entfaltend“ beschrieben. In der Festschrift zum 600. Jahrestag stellt ein Alter Herr das Corps „als sich der Zukunft stellend“ dar.

## Corpshaus

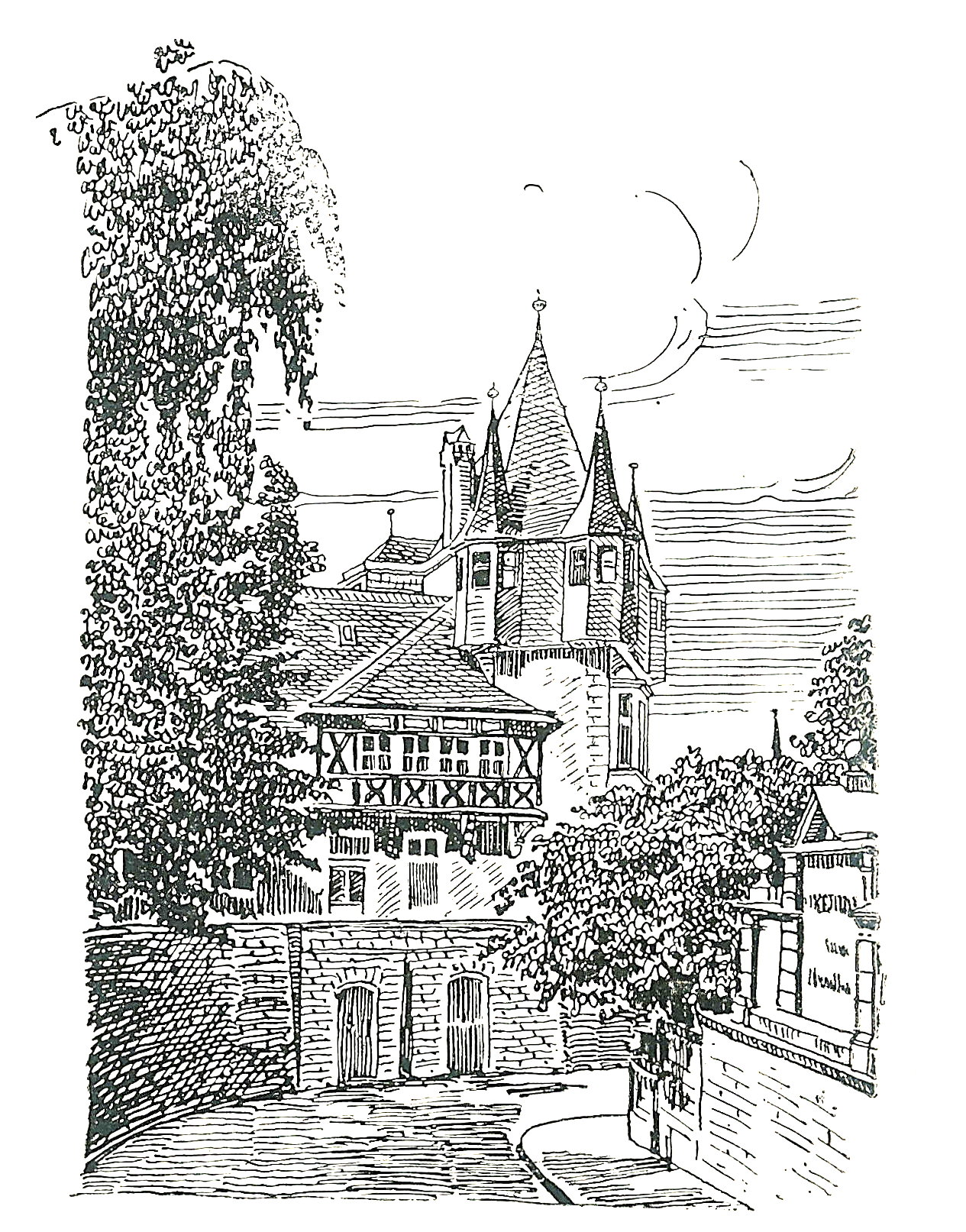
Corpshaus, Neue Schloßstr. 2 (1910)

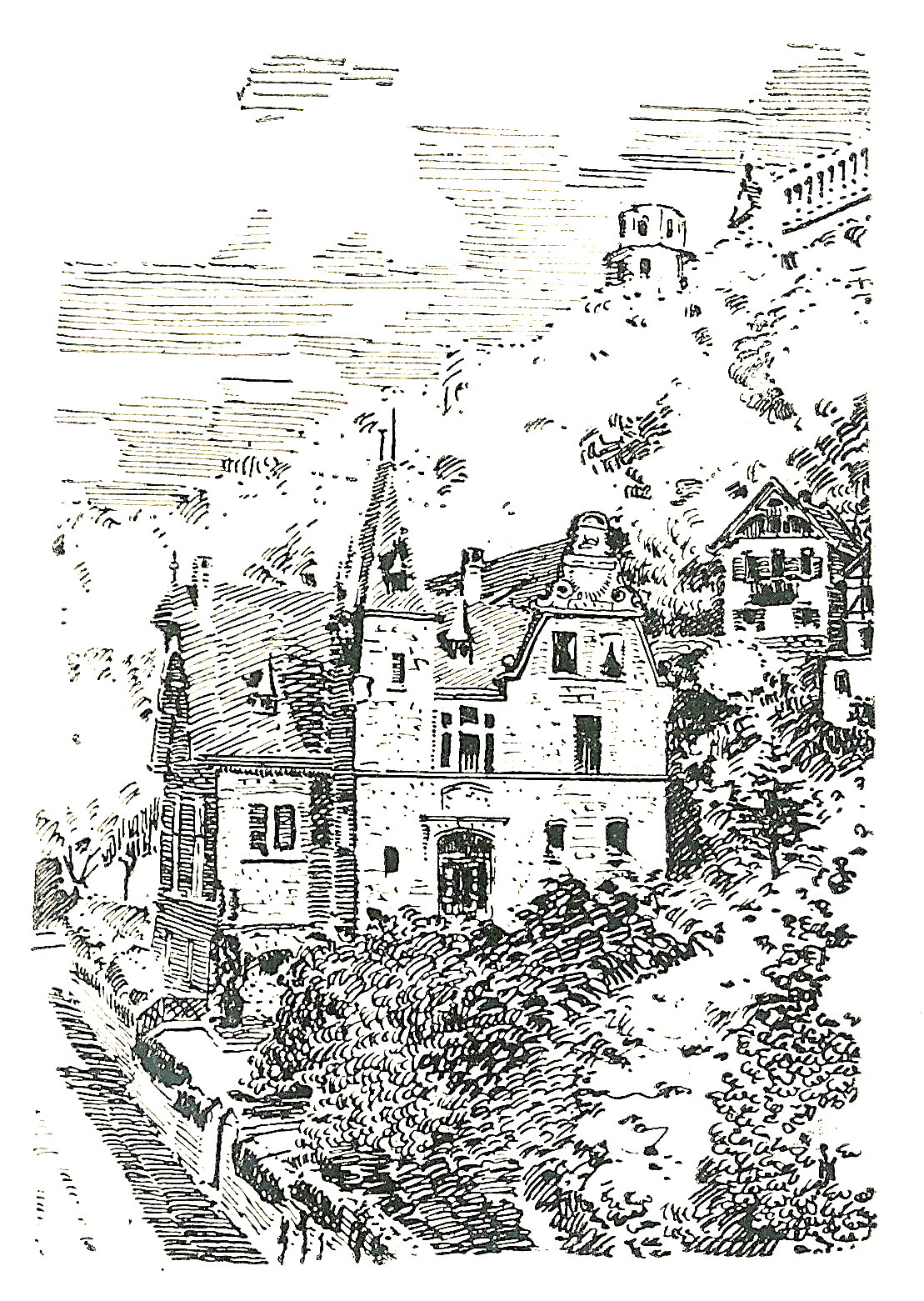
Zeichnung des Westfalenhauses, vor 1910, Neue Schloßstr. 4

Nach wechselnden Lokalitäten nutzte Vandalia ab 1862 das Café Bolley bis zum Bezug des eigenen Hauses als Kneipe.
1882 schließlich wurde der erste, westliche Teil des Corpshauses anlässlich des 40. Stiftungsfestes an das Corps übergeben.
Das denkmalgeschützte Corpshaus steht im Zeichen der Neogotik, wie es u. a. am Dachaufbau des Westturms erkennbar ist, der an drei Ecken durch spitze Ecktürmchen geziert wird. Die Vandalia beauftragte den Kölner Diözesanbaumeister Heinrich Wiethase, einen damals bekannten Verehrer gotischer Architektur. Dieser erstellte die Baupläne. Das im Jahr 1882 bezogene Vandalenhaus ist das älteste als Korporationshaus konzipierte und neu errichtete Gebäude in Deutschland. In den Jahren 1891/92 folgte der turmartige Nordteil. Ausgeführt wurde der Bau von Johann Remler.
Auf diesem Grundstück soll das Haus gestanden haben, in das Achim von Arnim und Clemens Brentano im Mai 1808 einzogen. Das Haus konnte nach der 1935 erfolgten Enteignung 1954 nach einer umfangreichen Sanierung wieder übernommen werden und wird heute vom Nachfolgecorps Vandalo-Guestphalia genutzt.

## Verhältniscorps

### Vandalia
Vandalia zählte sich zum „goldenen Kreis“ – der nur aus ihr bestand. Sie stand im Kartell mit dem Corps Bremensia Göttingen und war befreundet mit dem Corps Rhenania Straßburg.

### Vandalo-Guestphalia
Seit 1834 besteht über das Patronatscorps Guestphalia ein Kartell zu Suevia Tübingen. Weiterhin unterhält das Corps über das Patronatscorps Vandalia ein Kartell mit Corps Bremensia Göttingen und eine freundschaftliche Beziehung zu dem inzwischen suspendierten Rhenania Straßburg zu Marburg. Wegen der traditionellen Herkunft vieler Mitglieder des Corps aus Gutsbetrieben und dem damit verbundenen Interesse am Forst besteht ein altes, bereits zu Zeiten des Patronatscorps Vandalia bestehendes, Freundschaftsverhältnis zur Mündener Gesellschaft Tanne zu Göttingen.

## Mitglieder

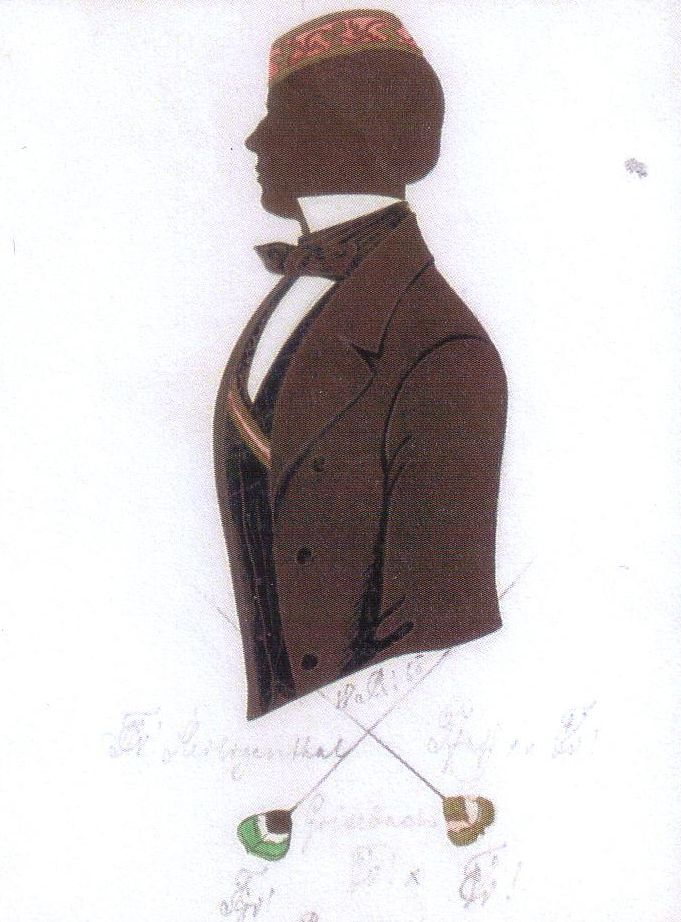
Rudolf Grisebach

Friedrich von Klinggräff, Initiator der Gründung des KSCV, als Heidelberger Vandale

### Vandalen
- Kurt von Alten (1864–1927), Landrat des Kreises Schleswig, Polizeipräsident von Magdeburg, MdHdA
- Georg Albert Bacmeister (1880–1918), Landrat in Usingen und Labiau
- Wilhelm Burchard-Motz (1878–1963), Rechtsanwalt, Hamburger Senator
- Fritz Baedeker (1844–1925), Verlagsbuchhändler
- Friedrich von Basse (1893–1972), Landrat in Schmalkalden, Regierungsvizepräsident in Oppeln, Oberbürgermeister in Weißenfels und Wittenberg, Mitwisser um das Attentat vom 20. Juli 1944
- Adolf Bastian (1826–1905), Ethnologe sowie Gründungsdirektor des Museums für Völkerkunde in Berlin
- Wilhelm von der Beck (1855–1914), Landrat des Kreises Züllichau
- Rudolf von Bennigsen (1824–1902), Politiker, Vorsitzender der Nationalliberalen im Reichstag
- Adolf Blomeyer (1830–1889), Agrarwissenschaftler
- Wipert von Blücher (1883–1963), Diplomat
- Hugo Böhlau (1833–1887), Rechtswissenschaftler
- Jeremias Theodor Boisselier (1826–1912), Reichsgerichtsrat
- Georg von Borries (1857–1922), Landrat der Kreise Norden und Herford, Polizeipräsident von Berlin, Regierungspräsident der Regierungsbezirke Magdeburg und Minden
- Rudolf von Borries (1843–1890), Rittergutsbesitzer, Regierungsbeamter und Politiker
- Wilhelm von Borries (1836–1913), Rittergutsbesitzer, Amtshauptmann, Landrat des Kreises Marienburg
- Ernst von Bothmer (1841–1906), Diplomat
- Alexander von Bülow (1829–1901), Staatsminister von Mecklenburg-Schwerin
- Bodo von Bülow (1834–1904), Finanzminister von Mecklenburg-Schwerin
- Cai von Bülow (1851–1910), Gutsherr, preußischer Landrat, MdHH
- Carl-August von Bülow (1876–1946), Landrat in Mecklenburg
- Heinrich von Bülow (1792–1846), preußischer Staatsmann
- Rudolf von Bülow (1873–1955), Gesandter in Asuncion
- Walter von Bülow-Bothkamp (1894–1918), Jagdflieger im Ersten Weltkrieg, Träger des Pour le Mérite
- Wilhelm Busse (1871–1921), Oberbürgermeister von Herford
- Asche von Campe (1881–1953), Gutsherr und Abgeordneter des Braunschweigischen Landtages
- Richard von Corswant (1841–1904), Rittergutsbesitzer, MdHdA
- Otto von der Decken (1839–1916), Rittergutsbesitzer, MdR
- August Dicke (1859–1929), Oberbürgermeister von Solingen
- Ernst von Döring (1858–1910), Landrat in Labes
- Richard Duckwitz (1886–1972), Bürgermeister von Bremen
- Wilhelm von Düring (1836–1907), Landrat in Hannoversch Münden
- Otto Ehrenfried Ehlers (1855–1895), Forschungsreisender in Ostafrika, Reisen nach Sibirien und China und Schriftsteller
- Adrian von Enckevort (1840–1898), preußischer Politiker und Gutsbesitzer
- August von Fabrice (1823–1891), mecklenburgischer Landdrost
- Ludwig Frege (1884–1964), erster Präsident des Bundesverwaltungsgerichts
- Nikolaus Georg Gabriel Gahrtz (1791–1830), Jurist in Wismar
- Götz von Götz (1881–1954), Landrat in Waldenburg, Regierungspräsident und Oberpräsident in Magdeburg
- Adolf Goetze (1837–1920), Landrat des Kreises Stade, Direktor der Landeskreditanstalt in Hannover
- Karl Gosling (1868–1921), Landrat des Kreises Weener
- Georg Gottheiner (1879–1956), Verwaltungsjurist und Politiker
- Albert Heinrich von Gröning (1867–1951), Regierungspräsident von Koblenz, Kuratur der Universität Breslau
- Hermann von Gröning (1823–1898), Kaufmann und Senator in Bremen
- Franz Groth (1850–1918), Landgerichtspräsident, MdHdA
- Ernst Ludwig Grubitz (1876–1936), Landrat des Landkreises Marienburg
- Paul Güßfeldt (1840–1920), Geologe, Forschungsreisender und Hochschullehrer
- Ferdinand Haltenhoff (1836–1891), Oberbürgermeister von Hannover
- Rudolf Hammer (1830–1915), Oberbürgermeister von Brandenburg a. d. H., MdR
- Hans Freiherr von Hammerstein-Equord (um 1863–1898), Landrat in Peine
- Hans Freiherr von Hammerstein-Loxten (1843–1905), Preußischer Innenminister
- Emil Hartmeyer (1820–1902), Eigentümer der Hamburger Nachrichten
- Rudolf Henneberg (1826–1876), Maler, Gemälde u. a. in der Deutschen Nationalgalerie
- Wilhelm von Heyden-Cadow (1839–1920), preußischer Staatsminister für Landwirtschaft, Domänen und Forsten; Gutsherr auf Cadow (heute: Kadow) bei Jarmen und Plötz
- Ernst von Heyden (1837–1917), Landschaftsdirektor von Vorpommern, MdHH
- Otto von der Heyden-Rynsch (1827–1912), Landrat in Dortmund
- Wilhelm Heyl (um 1867–1927), Landrat in Angerburg
- Curt Hillig (1865–1939), Justizrat, Rechtsanwalt und Notar in Leipzig
- Eduard Hillig (1900–1954), Rechtsanwalt und Notar in Leipzig
- Hermann von Hodenberg (1862–1946), Rittergutsbesitzer, MdR
- Hodo von Hodenberg (1887–1962), Präsident des Oberlandesgerichts Celle und Mitglied des Niedersächsischen Landtags
- Paul von Hodenberg (1881–1954), Rittergutsbesitzer, Landrat in Dramburg, Osterholz-Scharmbeck und Soltau
- Max Hölzke († 1890), Amtsgerichtsrat, MdHdA
- Günther von Hohnhorst (1863–1936), Rittergutsbesitzer, Landrat in Dramburg
- Theodor von Holleben (1838–1913), Diplomat und Politiker, Vizepräsident der Deutschen Kolonialgesellschaft, MdHH
- Karl von Hollen (1839–1895), Landrat in Luckau, Leobschütz, Sonderburg, Jülich und Stormarn
- Albert Hopff (1868–1926), Verwaltungs- und Wirtschaftsjurist in Hamburg
- Gustav von Hoppenstedt (1847–1918), General
- Woldemar Horn (1864–1945), Gouverneur von Togo
- Theodor Ferdinand Hurtzig (1833–1911), Direktor der Hannoverschen Boden-Kredit-Bank, MdHdA
- Otto Ilsemann (1867–1947), Landrat in Segeberg
- Paul von Jordan (1831–1870), Landrat in Neustadt i. Westpr. und Wiesbaden
- Emil Kayser (1854–1933), Kreisdirektor in Château-Salins, Bürgermeister in Mülhausen
- Walther Kleemann (um 1858–1929), Kreisdirektor in Thann, Gebweiler, Bolchen und Erstein
- Gisbert Kley (1904–2001), Vorstandsmitglied der Siemens AG, Politiker, MdB (CSU)
- Friedrich von Klinggräff (1825–1887), 1848 Gründer des KSCV
- Konrad von Klinggräff (1867–1936), Rittergutsbesitzer, Kammerherr, Industrieller und Autor
- Erich von dem Knesebeck-Milendonck (1844–1907), Landrat des Kreises Ruppin
- Levin Erich von dem Knesebeck-Milendonck (1870–1953), Landrat des Kreises Ruppin
- Ernst Köhler (1856–1924), preußischer Generaldirektor der Zölle und indirekten Steuern und stellvertretender Bevollmächtigter zum Bundesrat für das Königreich Preußen
- Hans Köppen (um 1848–1888), Landrat in Waldbröl
- Albert Kolbe (1871–1941), Oberbürgermeister von Stargard
- Ferdinand Kunhardt (1824–1895), Jurist, Chef der Hamburgischen Justizverwaltung und Hamburger Senator
- Arthur Gustav Kulenkamp (1827–1895), Senator und Bürgermeister der Hansestadt Lübeck
- Eduard Kulenkamp (1864–1915), Richter in Lübeck
- Arnold von Laer (1865–1924), Landrat in Springe, Mitglied des Hannoverschen Provinziallandtags
- Ernst Freiherr Langwerth von Simmern (1865–1942), Botschafter
- Heinrich Freiherr Langwerth von Simmern (1833–1914), Hannoverscher Reichstagsabgeordneter
- Karl August Lehmann (1833–1909), 2. Präsident des Hanseatischen Oberlandesgerichts, Mitglied des Oldenburgischen Landtags
- Hans Lentz (1868–1946), Landrat des Kreises Rybnik
- Maximilian von Liebeherr (1814–1896), Präsident des Landgerichts Mecklenburg
- Karl Lindenberg (1883–1945), Landrat der Kreise Kempen und Oststernberg
- Hermann von Lucanus (1831–1908), preußischer Staatsrat und Chef des Geheimen Zivilkabinetts
- Robert Lucius von Ballhausen (1835–1914), Politiker
- Georg Albert Lücke (1829–1894), Chirurg
- Eduard Hermann von Lütcken (1851–1926), Jurist und Parlamentarier
- Axel von Maltzahn (1868–1931), Landrat in Grimmen, Rittergutsbesitzer
- Hans Jaspar von Maltzahn (1869–1929), MdHdA, Preußischer Staatsrat
- Hans Ludwig von Maltzahn (1837–1899), MdR
- Helmuth Freiherr von Maltzahn (1840–1923), Oberpräsident der Provinz Pommern, Staatssekretär im Reichsschatzamt, MdR
- Helmuth Freiherr von Maltzahn (1870–1959), Verwaltungsjurist und Gutsbesitzer
- Rudolf Mangold (1882–nach 1970), Landrat in Schleusingen, Syndikus des Wirtschaftsverbandes Mitteldeutschland
- Friedrich von Marées (1864–1914), Landrat in Namslau
- Heinrich Martins (1829–1903), Oberbürgermeister von Glogau
- Hans von Meding (1868–1917), Landwirt und Reichstagsabgeordneter
- Hans von Meibom (1879–1960), Mitglied des Preußischen Staatsrates (Zweiter Vizepräsident), Mitglied des Provinziallandtages, Oberpräsident der Provinz Grenzmark Posen-Westpreußen
- Carl Hermann Merck (1809–1880), Hamburger Politiker
- Carl Hermann Jasper Merck (1843–1891), Hamburger Senatssyndikus
- Wilhelm Mosle (1877–1955), Polizeibeamter
- Johann Albrecht von Monroy (1900–1964), Forstwirt
- Waldemar Moritz (1870–1948), Landrat in Mülheim an der Ruhr, Landeshut in Schlesien und Ottweiler
- August Nikolaus Müller (1856–1926), Oberbürgermeister von Eisenach und Kassel, MdHH
- Börries von Münchhausen (1874–1945), Schriftsteller und Lyriker
- Hans Georg Freiherr von Münchhausen (1877–1952), Landrat in Wittlage
- Rudolf von Nettelbladt (1814–1898), Kammerpräsident in Mecklenburg-Schwerin
- Otto Karl Niemeyer (1891–nach 1971), Landrat in Nordhorn und Schwerin an der Warthe
- Carl von Oertzen (1788–1837), Landrat, Kammerherr
- Carl von Oertzen (1836–1890), auf Rattey, Amtshauptmann, Kammerherr
- Victor Sigismund von Oertzen (1844–1915), Gutsbesitzer, Landrat
- Adolph Bölling Overweg (1875–1953), Verwaltungsjurist
- August Overweg (1836–1909), Politiker
- Carl Wilhelm Petersen (1868–1933), Jurist, Politiker und 1924–1930 und 1932–1933 Erster Bürgermeister in Hamburg
- Conrad Ramstedt (1867–1963), Chirurg
- Franz Pfeffer von Salomon (1888–1968), Nationalsozialist, MdR
- Christoph von Platen (1838–1909), preußischer Politiker, MdHH
- Josias von Plüskow (1815–1894), mecklenburgischer Landrat
- Max von Prollius (1826–1889), mecklenburgischer Minister und Gesandter in Berlin
- Eduard Pustkuchen (1848–1926), Verwaltungs- und Kirchenjurist in Lippe
- Louis Quentin (1847–1929), Oberbürgermeister von Herford
- Wilhelm von Reck († 1964), Landrat in Stolzenau/Nienburg
- Erich von Reden (1840–1917), Senatspräsident am OLG Celle, Rittergutsbesitzer, MdR
- Erich von Reden (1880–1943), Landrat in Lübben, stellvertretender Regierungspräsident und Verwaltungsgerichtsdirektor in Sigmaringen
- Karl von Reinhard (um 1858–1931), Landrat in Preußisch Holland
- Adolph von Richter (1839–1903), Landrat in Weißenfels
- Fritz von Richter (1879–1917), Landrat in Weißenfels
- Fedor Rosentreter (1842–1919), preußischer Generalmajor
- Arthur von Salmuth (1861–1937), Landrat in Liegnitz, Berliner Polizeipräsident
- Hermann von Salmuth (1886–1924), Landrat in Hagen
- Bruno Louis Schaefer (1860–1945), Senator der Freien und Hansestadt Hamburg und Präsident des Landesfinanzamts Unterelbe
- Ludwig Schede (1879–1941), Landrat in Schubin und Norden
- Werner von Schleinitz (1842–1905), Landrat in Hersfeld, MdR
- Albrecht von Schlieckmann (1835–1891), Oberpräsident von Ostpreußen, MdR
- Detlef Schmidt (1882–1951), Oberbürgermeister von Neumünster und Hameln
- Wilhelm Schmidt (1829–1909), Ministerialbeamter in  Mecklenburg-Schwerin
- Werner von Schrader (1840–1922), Amtsgerichtsrat, MdHdA
- Octavio Schroeder (1822–1903), Jurist, Hamburger Senator und Hamburger Bevollmächtigter zum Bundesrat
- Waldemar Schultze (um 1835–1877), Amtmann in Dillenburg, Kreisdirektor in Mülhausen
- Georg Schuster (um 1883–1927), Landrat in Northeim
- Paul Oskar Schuster (1888–1971), Präsident des Niedersächsischen Landtags
- Otto von Schwarzkopf (1839–1889), Landrat des Landkreises Neustadt am Rübenberge, MdHdA
- Gottfried Schwendy (1869–1958), Landrat in Osterode am Harz und in Kattowitz
- Geert Seelig (1864–1934), Jurist und Autor
- Wilhelm Seelig (1821–1906), liberaler Politiker
- Carl Semper (1870–1962), Landrat des Kreises Wittlich, Präsident der Preußischen Zentralgenossenschaftskasse
- Wilhelm Simon (1833–1916), Vorsitzender des Direktoriums der Berlin-Hamburger Bahn, MdHdA
- Hanns Specht (1888–1985), Landrat in Neustadt am Rübenberge
- Louis Victor Stegemann (1830–1884), MdR
- Otto von Steinmeister (1860–1937), Regierungspräsident von Köln
- Friedrich Sthamer (1856–1931), Bürgermeister von Hamburg und Botschafter in London
- Ernst von Treskow (1844–1915), Botschafter in Santiago de Chile und Buenos Aires
- Walther von Treskow (1874–1928), Gutsbesitzer, Landrat in Mogilno
- Walter Freiherr von Vincke (1854–1920), Verwaltungsjurist und Gutsbesitzer
- Ernst Vogler (1876–1954), Bankier
- Julius Wätjen (1883–1968), Pathologe
- Walrab von Wangenheim (1884–1947), Landrat, Mitglied des Ernannten Hannoverschen Landtages
- Albrecht Wendhausen (1880–1945), Jurist, Rittergutsbesitzer, MdR
- Ernst-August von der Wense (1899–1966), Forstwirt, Landrat des Kreises Land Hadeln, Abgeordneter zum Niedersächsischen Landtag
- Ludwig von der Wense (1863–1929), Rittergutsbesitzer, Landrat in Gifhorn, Landeshauptmann von Hannover, Mitglied des Hannoverschen Provinziallandtags, Bevollmächtigter Hannovers zum Reichsrat, MdHdA
- Otto Wermuth (um 1885–1919), Landrat in Meisenheim
- Hartwig von Wersebe (1879–1968), Sänger
- Gustav Wienstein (1828–1891), Reichsgerichtsrat
- Wilhelm Wölfing (1883–1972), Offizier und Segler
- Julius Wrede (1881–1958), Landrat in Wehlau, Vorstand der 1930 Deutschen Centralbodenkredit-AG, Rittergutsbesitzer
- Johann Friedrich von Wrisberg (1783–1859), Amtmann in Mecklenburg-Schwerin
- Waldemar von Wussow (1865–1938), Sachsen-Altenburgischer Staatsminister, Bevollmächtigter zum Bundesrat

### Zur Vandalia
- Gerhart Berger, Detlev Aurand: … Weiland Bursch zu Heidelberg… Eine Festschrift der Heidelberger Korporationen zur 600-Jahr-Feier der Ruperto Carola. Heidelberg 1986, ISBN 978-3-920431-63-5. S. 233–236 und S. 294–296.
- Michael Doeberl, Otto Scheel, Wilhelm Schlink, Hans Sperl, Eduard Spranger, Hans Bitter und Paul Frank (Hrsg.): Das akademische Deutschland, Bd. 2: Die deutschen Hochschulen und ihre akademischen Bürger, Berlin 1931, S. 850.
- Albert von Gröning: Aus der Jugendzeit des Corps Vandalia 1842–49. Auf Grund mündlichen und schriftlichen Mitteilungen Alter Herren zsgest. Heidelberg 1892 (gleichzeitig Band 1 Zur Geschichte des Corps Vandalia)
- Beitrag zur Geschichte des Korps Vandalia in Heidelberg: SS 1877 – SS 1886. Heidelberg 1922 (gleichzeitig Bd. 3 Zur Geschichte des Corps Vandalia)
- Die Mitglieder der Vandalia zu Heidelberg nach dem Stande vom 29. September 1935. [Berlin 1936]

### Zur Vandalo-Guestphalia
- 150 Jahre Kartell Suevia Tübingen mit Guestphalia und Vandalo-Guestphalia Heidelberg: Bericht über die Feier zum 150. Jubiläum am 10. und 11.11.1984 in Heidelberg, Corps Suevia, 1984, 25 Seiten
- Die Mitglieder der Vandalia zu Heidelberg nach dem Stande vom 29. September 1935. [Berlin 1936]
- Geschichte des Corps Guestphalia zu Heidelberg. 1818, 1934, 2007, herausgegeben im Auftrag des Altherrenvereins der Vandalo-Guestphalia von Jean Jaques de Chapeaurouge und Detlev Werner von Bülow,  Thomas Helms Verlag, Schwerin 2019, 270 Seiten